# ADEOS II
O ADEOS II (sigla em inglês para: Advanced Earth Observing Satellite 2) foi um satélite de observação da Terra internacional. O satélite foi desenvolvido em maior parte pela NASDA, do Japão, com contribuições significativas da CNES da França e a NASA dos Estados Unidos. Foi lançado em 14 de dezembro de 2002 do Centro Espacial de Tanegashima, no Japão, através de um foguete H-2. A missão terminou em outubro de 2003 depois de uma falha nos painés solares.